# Cuadernos de Kabul
Cuadernos de Kabul es un libro escrito por el periodista Ramón Lobo, publicado en mayo de 2010, y reeditado en 2018. Recoge diferentes historias de la vida cotidiana en Afganistán antes de la segunda vuelta a las elecciones presidenciales de 2009.

## Argumento
Afganistán está a la espera de una segunda ronda de elecciones presidenciales. El periodista del diario El País, Ramón Lobo, se convierte, una vez más, en enviado especial. Viaja a Kabul para cubrir las elecciones en las que saldría elegido Hamid Karzai. Lobo aprovecha su corresponsalía, y escribe una serie de crónicas para acercar y hacer entender la situación en la que se encuentra el país. Esas crónicas tomarán forma de libro y se transformarán en 35 pequeñas historias que narran con especial detalle la vida cotidiana de algunos de los habitantes de Kabul.